# Zikr

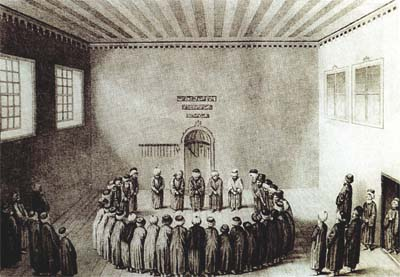
Zikr bractwa rifa’ijja

Zwany także jako dhikr, oznacza w islamie wspominanie, rozmyślanie i chwalenie Allaha, a w sufizmie jest to specyficzna, podstawowa forma modlitwy. Rytuały sufi pojawiły się już w VIII wieku.

## Etymologia
Od arabskiego rdzenia ذ ك ر (ḏ-k-r, „wspominanie, cytowanie, opowiadanie”), pokrewne z hebr. ‏זֵכֶר‎ (zecher, „pamiętać”), ugaryckim  𐎏𐎋𐎗 (ḏkr, „pamiętać”), stąd arab. ذکر; pers. i urdu zikr; tur. i malaj. zikir; beng. dźikir.

## Formy praktyki
Zikr można odprawiać indywidualnie, bezgłośnie (zikr chafi) lub praktywać publicznie (zikr dżali), za pomocą głośnej mowy i śpiewu (inwokacji do Boga, na przykład qawwali, w tym wersetów z Koranu), tańca (bractwo maulawiatów, tak zwani wirujący derwisze), transu (także za pomocą używek). 
Ponadto ceremonie obejmują medytacje i ćwiczenia w oddychaniu, a często stosowana jest subha.